# محمد سيد أحمد شحاتة
محمد سيد أحمد شحاتة ( 30 يونيو 1974- ) أستاذ دكتور بجامعة الأزهر كلية أصول الدين أسيوط متخصص في الحديث وعلومه، ولد في قرية أولاد إبراهيم محافظة أسيوط. أعير إلى جامعة المجمعة كلية التربية بالزلفي، بداية من العام 2012م حتى الآن.
له العديد من المقالات العلمية المنشورة بالصحف والمجالات الورقية والإلكترونية، بالإضافة للعديد من اللقاءات الإذاعية، والخطب المنبرية، والندوات والمحاضرات من خلال المراكز المختلفة، والتدريس بمرحلتي البكالوريوس والماجستير بجامعتي الأزهر والمجمعة.
شارك في ما يزيد على عشرين مؤتمراً وندوة علمية في:(ماليزيا، والمملكة العربية السعودية، ومصر، والأردن، والعراق، والمغرب، والجزائر). حصل على جائزة البحث المميز من جامعة المجمعة للعام الجامعي 1441هـ - 2020م.
شارك في فعاليات المؤتمر العلمي الدولي الهندي العربي الأوّل (عن بعد) يومي 24 و25أكتوبر 2020 بمداخلة عنوانها “جهود علماء الهند في القرن 15 هـ في الدفاع عن السنة النبوية” بين من خلالها المجادلة في حجية السنة النبوية مبرزا جهود علماء الهند في القرن 14 والقرن 15 في الدفاع عن السنة النبوية.

## وظائف قد شغلها
شغِل وظائف عدة منها:
- معيد بكلية الدراسات الإسلامية والعربية بدسوق (29/10/1997م) ثم حول إلى كلية أصول الدين والدعوة بأسيوط ثم حول إلى كلية أصول الدين بتاريخ 7/6/1998م.
- مدرس مساعد بكلية أصول الدين أسيوط (9/1/2003م).
- أستاذ مساعد بكلية أصول الدين أسيوط 1/6/2006م.
- أستاذ مشارك بكلية أصول الدين أسيوط 12/9/2012م.
- أستاذ مشارك بجامعة المجمعة 2014م.
- أستاذ بجامعة الأزهر بتاريخ 26/12/20018م
- أستاذ بجامعة المجمعة منذ العام الجامعي 1440هـ - 1441م.[2]

## من مؤلفاته
مؤلفاته المطبوعة كثيرة منها مايزيد على عشرة كتب، وخمسين بحثاً، وله العديد من المقالات في الصفحة المطبوعة والإلكترونية.
الكتب المطبوعة:
- الأحاديث والآثار الواردة في كتاب الاستيعاب للحافظ ابن عبد البر تحقيق وتخريج ودراسة
- موقف الداعية الكبير الشيخ محمد الغزالي من السنة النبوية عرض ونقد وتم طبعها بمكتبة دار السلام عام (2009م).
- قطوف من تاريخ السنة النبوية – ط: مكتبة الرشد – الأولى - عام 1434هـ - 2012م.
- شبهات حول السنة النبوية والرد عليها بالاشتراك. مع أ.د/ محمد محمود بكار أستاذ الحديث وعلومه بجامعة الأزهر (ثلاثة أجزاء) ط. مكتبة الصفا والمروة - أسيوط.
- مرشد السالكين إلى طرق تخريج أقوال الصحابة والتابعين. ط. مكتبة الصفا والمروة – أسيوط.
- الباعث الحثيث إلى معرفة علل الحديث. ط. مكتبة الصفا والمروة – أسيوط.
- الحوار وآداب الاختلاف. ط. مكتبة الرشد 1435هـ - 2013م.
- فتح الوهاب بشرح أحاديث الآداب ط. مكتبة الرشد 1435هـ - 2013م.
- دراسة الأسانيد ط. مكتبة الرشد 2016م.
- الثقافة الإسلامية ط مكتبة الرشد 2020م.[5]

بالإضافة لكتب منشورة على الشبكات العالمية منها:
- تأصيل الموازنات بين الأحكام المتعارضة من خلال السنة النبوية بتاريخ 16-10-2018م.
- إتحاف أهل العصر بفضائل مصر حفظها الله بتاريخ 22-02-2018م.[6]

ولديه كتب كثيرة مؤلفة إلكترونياً منها:
- كتاب المدخل إلى الثقافة الإسلامية، مقرر إلكتروني سلم (101) على طلاب جامعة المجمعة في عام (1436هـ - 1437هـ).
- كتاب الإسلام وبناء المجتمع، مقرر إلكتروني سلم (102) على طلاب جامعة المجمعة، في عام (1436هـ - 1437هـ).

وهي منشورة في: (مصر – السعودية – الأردن - الكويت – المغرب – العراق – ماليزيا- الجزائر – فلسطين – السودان -ليبيا).
وكذلك له مقالات كثيرة منشورة نذكر منها:
(1) طريقة حفظ الأحاديث النبوية، منشور بشبكة الألوكة.
(2) الأحاديث الواردة في فضل سكنى الشام، منشور بشبكة الألوكة.
(3) البحث العلمي في الدراسات الإسلامية: إعداده، أطره، نشره، منشور بشبكة الألوكة.
(4) أسباب تعارض قول الإمام في الراوي، منشور بشبكة الألوكة.
(5) فتح المنان في تحقيق القول في نقل الإمام ابن حبان
(6) حديث عظيم يبين الأعمال التي تدخل الجنة وتباعد من النار.
(7) حرمة سب الصحابة
(8) حديث عن رد المظالم إلى أهلها
(9) التمسك بالسنة والابتعاد عن البدعة
(10) تحريم الظلم وبيان فضل الله على العباد
بالإضافة إلى مقالات منشورة في جرائد ومجلات منها:
(1)   نظرة على تاريخ الإرهاب، جريدة الوعي الإسلامي، الكويت، العدد (644) ربيع الثاني 1439هـ الموافق ديسمبر 2018م.
(2)   عدة مقالات في جريدة صوت الأزهر.
وألقى العديد من الندوات العلمية من خلال وزارة الأوقاف المصرية، ومراكز الشباب والرياضة، ومراكز الوعظ، وحاضر في العديد من معاهد إعداد الدعاة وإدارات الوعظ والإرشاد (للخطباء – والوعاظ – والدارسين). ألقى العديد من الدورات في جامعة المجمعة.